# Lytogaster obscura
Lytogaster obscura är en tvåvingeart som beskrevs av Clausen 1982. Lytogaster obscura ingår i släktet Lytogaster och familjen vattenflugor. Inga underarter finns listade i Catalogue of Life.